# Noyelles-Godault

Noyelles-Godault este o comună în departamentul Pas-de-Calais, Franța. În 1 ianuarie 2022 avea o populație de 5.949 de locuitori.